# Avinyonet del Penedès
Pour les articles homonymes, voir Avinyonet.
Avinyonet del Penedès est une commune de la province de Barcelone, en Catalogne, en Espagne, de la comarque d'Alt Penedès

## Culture locale et patrimoine

### Lieux et monuments
- Le site archéologique ibère de Font de la Canya

### Personnalités liées à la commune
- Ferrer Bassa (1285-1348) : peintre né à Les Gunyoles, village de la commune d'Avinyonet del Penedès.